# یواس‌اس درینگ (ای‌ام-۸۷)
یواس‌اس درینگ (ای‌ام-۸۷) (به انگلیسی: USS Daring (AM-87)) یک کشتی بود که طول آن ۱۷۳ فوت ۸ اینچ (۵۲٫۹۳ متر) بود. این کشتی در سال ۱۹۴۲ ساخته شد.